# Поломе, Эдгар
Эдгар Шарль Поломе (фр. Edgar Charles Polomé, 31 июля 1920 — 11 марта 2000) — бельгийский лингвист и религиовед, большую часть жизни работавший в США. Специалист по индоевропейским языкам, в том числе по праиндоевропейской проблеме, а также по язычеству германцев.
Учился с 1938 года в Свободном университете Брюсселя, специализировался в германской филологии.
В 1945 году поступил в армию США на должность переводчика. Служил в оккупационных войсках в Эшвеге. После войны защитил докторскую диссертацию в Брюссельском университете в 1949 году.
С 1960 года Поломе работал в Техасском университете, где получил постоянную должность профессора сравнительной лингвистики (компаративистики) и религиоведения при факультете германских языков.